# Curtișoara
Curtișoara è un comune della Romania di 4 596 abitanti, ubicato nel distretto di Olt, nella regione storica della Muntenia. 
Il comune è formato dall'unione di 6 villaggi: Curtișoara, Dobrotinet, Linia din Vale, Pietrișu, Proaspeți, Raițiu.